# Павлова, Серафима Васильевна
Серафима Васильевна Павлова (урождённая Карчевская) (20.03.1859, Керчь — 31.03.1947, Ленинград) — педагог-математик. Жена физиолога И. П. Павлова.

## Биография
Родилась в семье военно-морского врача Василия Авдеевича Карчевского. Мать Серафима Андреевна Карчевская, урождённая Космина, из древнего дворянского рода, работала преподавателем и начальницей гимназии. В семье было пятеро детей. После смерти отца семья переехала в Бердянск.
Окончила в Ростове-на-Дону гимназию с золотой медалью. В Петербурге училась на Женских педагогических курсах, получила диплом педагога-математика, давала частные уроки, год до замужества проработала в сельской школе.
В 1881 вышла замуж за И. П. Павлова, будущие супруги познакомились на литературном вечере посвященному творчеству Шекспира, брак продлился 55 лет вплоть до смерти мужа, в семье Павловых было четверо детей.
Серафима Павлова отличалась всесторонней образованностью, любила театр, литературу. Была в знакомстве с                И. Тургеневым и Ф. Достоевским. Написала мемуары о жизни с И. Павловым, в течение всей жизни была для него опорой.

## Семья (дети)
- Сын Владимир (род. в 1882), умер во младенчестве.
- Сын Владимир (1884—1954), физик; часто сопровождал отца в зарубежных командировках, выступая его переводчиком.
- Дочь Вера (1890—1964), физиолог, биолог, первый директор и хранитель Мемориального музея-квартиры                              И. П. Павлова.
- Сын Виктор (1892—1919), гистолог, умер от сыпного тифа;
- Сын Всеволод (1893—1935, октябрь), военный, юрист, лингвист, лермонтовед; личный штатный секретарь                         И. П. Павлова, помогал отцу с переводами статей и писем, сопровождал его в зарубежных поездках в качестве переводчика. Скончался от рака поджелудочной железы[1].